# Fußball-Niedersachsenliga 2001/02
Die Niedersachsenliga 2001/02 war die 53. Spielzeit der höchsten Amateurklasse im Niedersächsischen Fußballverband. Sie war eine Ebene unterhalb der viertklassigen Oberliga Niedersachsen/Bremen angesiedelt und wurde in zwei Staffeln ausgetragen. Sieger wurde die zweite Mannschaft von Eintracht Braunschweig.

## Staffel Ost
Die Staffel Ost umfasste die Mannschaften aus den Bezirken Lüneburg und Braunschweig.

### Vereine
Im Vergleich zur Saison 2000/01 war keine Mannschaft aus der Oberliga Niedersachsen/Bremen abgestiegen, während die SVG Einbeck aufgestiegen war. Die fünf Absteiger hatten die Liga verlassen und wurden durch die vier Aufsteiger Lüneburger SK II, TuS Woltersdorf, Grün-Weiß Vallstedt und BSV Ölper 2000 ersetzt.
| Verein                    | Stadt            | Landkreis         | Qualifikation                              |
| ------------------------- | ---------------- | ----------------- | ------------------------------------------ |
| Eintracht Braunschweig II | Braunschweig     |                   | 2. Platz 2000/01                           |
| SV Südharz Walkenried     | Walkenried       | Osterode am Harz  | 3. Platz 2000/01                           |
| MTV Gifhorn               | Gifhorn          | Gifhorn           | 4. Platz 2000/01                           |
| Wolfenbütteler SV         | Wolfenbüttel     | Wolfenbüttel      | 5. Platz 2000/01                           |
| TuSpo Petershütte         | Osterode am Harz | Osterode am Harz  | 6. Platz 2000/01                           |
| FT Braunschweig           | Braunschweig     |                   | 7. Platz 2000/01                           |
| Goslarer SC 08            | Goslar           | Goslar            | 8. Platz 2000/01                           |
| SSV Vorsfelde             | Wolfsburg        |                   | 9. Platz 2000/01                           |
| TSV Sievern               | Langen           | Cuxhaven          | 10. Platz 2000/01                          |
| TuS Heeslingen            | Heeslingen       | Rotenburg (Wümme) | 11. Platz 2000/01                          |
| Teutonia Uelzen           | Uelzen           | Uelzen            | 12. Platz 2000/01                          |
| TuS Bodenteich            | Bad Bodenteich   | Uelzen            | 13. Platz 2000/01                          |
| Lüneburger SK II          | Lüneburg         | Lüneburg          | Aufsteiger aus der Landesliga Lüneburg     |
| TuS Woltersdorf           | Woltersdorf      | Lüchow-Dannenberg | Aufsteiger aus der Landesliga Lüneburg     |
| Grün-Weiß Vallstedt       | Vechelde         | Peine             | Aufsteiger aus der Landesliga Braunschweig |
| BSV Ölper 2000            | Braunschweig     |                   | Aufsteiger aus der Landesliga Braunschweig |

### Saisonverlauf
Den Staffelsieg und damit den Aufstieg in die Oberliga Niedersachsen/Bremen sicherte sich die zweite Mannschaft von Eintracht Braunschweig. Die Mannschaften auf den drei letzten Plätzen mussten absteigen, wobei der TSV Sievern seine Mannschaft bis in die Kreisliga zurückzog.

### Tabelle
| Pl.               | Verein                    | Sp. | S  | U  | N  | Tore    | Diff. | Punkte |
| ----------------- | ------------------------- | --- | -- | -- | -- | ------- | ----- | ------ |
| 1.                | Eintracht Braunschweig II | 30  | 20 | 5  | 5  | 087:300 | +57   | 65     |
| 2.                | SV Südharz Walkenried     | 30  | 16 | 10 | 4  | 067:250 | +42   | 58     |
| 3.                | Goslarer SC 08            | 30  | 17 | 5  | 8  | 070:490 | +21   | 56     |
| 4.                | MTV Gifhorn               | 30  | 16 | 7  | 7  | 063:430 | +20   | 55     |
| 5.                | SSV Vorsfelde             | 30  | 13 | 9  | 8  | 063:350 | +28   | 48     |
| 6.                | TuSpo Petershütte         | 30  | 13 | 6  | 11 | 052:550 | −3    | 45     |
| 7.                | FT Braunschweig           | 30  | 11 | 9  | 10 | 064:540 | +10   | 42     |
| 8.                | TuS Heeslingen            | 30  | 12 | 6  | 12 | 063:670 | −4    | 42     |
| 9.                | Grün-Weiß Vallstedt (N)   | 30  | 10 | 9  | 11 | 047:470 | ±0    | 39     |
| 10.               | Wolfenbütteler SV         | 30  | 9  | 9  | 12 | 033:350 | −2    | 36     |
| 11.               | BSV Ölper 2000 (N)        | 30  | 9  | 7  | 14 | 041:460 | −5    | 34     |
| 12.               | Lüneburger SK II (N)      | 30  | 8  | 9  | 13 | 051:730 | −22   | 33     |
| 13.               | Teutonia Uelzen           | 30  | 8  | 8  | 14 | 040:610 | −21   | 32     |
| 14.               | TSV Sievern               | 30  | 9  | 5  | 16 | 047:840 | −37   | 32     |
| 15.               | TuS Bodenteich            | 30  | 7  | 7  | 16 | 042:680 | −26   | 28     |
| 16.               | TuS Woltersdorf (N)       | 30  | 3  | 7  | 20 | 028:860 | −58   | 16     |
| Stand: Saisonende |                           |     |    |    |    |         |       |        |

| (A) | Absteiger aus der Oberliga Niedersachsen/Bremen 2000/01 |
| (N) | Aufsteiger aus der Landesliga Niedersachsen 2000/01     |

## Staffel West
Die Staffel West umfasste die Mannschaften aus den Bezirken Hannover und Weser-Ems.

### Vereine
Im Vergleich zur Saison 2000/01 waren die Amateurmannschaft von Hannover 96, der TSV Havelse, Blau-Weiß Lohne und der TuS Lingen aus der Oberliga Niedersachsen/Bremen abgestiegen, während der SC Langenhagen aufgestiegen war. Die drei Absteiger hatten die Liga verlassen und wurden durch die drei Aufsteiger TuS Bersenbrück, SV Linden 07 und BSV Rehden ersetzt. Die Staffel wurde mit 19 Mannschaften ausgetragen.
| Verein                    | Stadt             | Landkreis           | Qualifikation                                   |
| ------------------------- | ----------------- | ------------------- | ----------------------------------------------- |
| Hannover 96 Amateure      | Hannover          | Region Hannover     | Absteiger aus der Oberliga Niedersachsen/Bremen |
| TSV Havelse               | Garbsen           | Region Hannover     | Absteiger aus der Oberliga Niedersachsen/Bremen |
| Blau-Weiß Lohne           | Lohne (Oldenburg) | Vechta              | Absteiger aus der Oberliga Niedersachsen/Bremen |
| TuS Lingen                | Lingen (Ems)      | Emsland             | Absteiger aus der Oberliga Niedersachsen/Bremen |
| VfL Bückeburg             | Bückeburg         | Schaumburg          | 2. Platz 2000/01                                |
| VfV Hildesheim            | Hildesheim        | Hildesheim          | 3. Platz 2000/01                                |
| 1. FC Wunstorf            | Wunstorf          | Region Hannover     | 4. Platz 2000/01                                |
| VfL Osnabrück II          | Osnabrück         |                     | 5. Platz 2000/01                                |
| SV Ramlingen/Ehlershausen | Burgdorf          | Region Hannover     | 6. Platz 2000/01                                |
| VfL Germania Leer         | Leer              | Leer                | 7. Platz 2000/01                                |
| SpVg Aurich               | Aurich            | Aurich              | 8. Platz 2000/01                                |
| Delmenhorster SC          | Delmenhorst       |                     | 9. Platz 2000/01                                |
| Vorwärts Nordhorn         | Nordhorn          | Grafschaft Bentheim | 10. Platz 2000/01                               |
| SC Spelle-Venhaus         | Spelle            | Emsland             | 11. Platz 2000/01                               |
| SV Holthausen-Biene       | Lingen (Ems)      | Emsland             | 12. Platz 2000/01                               |
| Sportfreunde Ricklingen   | Hannover          | Region Hannover     | 13. Platz 2000/01                               |
| TuS Bersenbrück           | Bersenbrück       | Osnabrück           | Aufsteiger aus der Landesliga Weser-Ems         |
| SV Linden 07              | Hannover          | Region Hannover     | Aufsteiger aus der Landesliga Hannover          |
| BSV Rehden                | Rehden            | Diepholz            | Aufsteiger aus der Landesliga Hannover          |

### Saisonverlauf
Den Staffelsieg und damit den Aufstieg in die Oberliga Niedersachsen/Bremen sicherte sich der VfV Hildesheim. Die Mannschaften auf den sechs letzten Plätzen mussten absteigen. Der Delmenhorster SC löste sich nach Saisonende auf.

### Tabelle
| Pl.               | Verein                    | Sp. | S  | U  | N  | Tore    | Diff. | Punkte |
| ----------------- | ------------------------- | --- | -- | -- | -- | ------- | ----- | ------ |
| 1.                | VfV Hildesheim            | 36  | 26 | 6  | 4  | 095:260 | +69   | 84     |
| 2.                | Hannover 96 Amateure (A)  | 36  | 23 | 10 | 3  | 096:310 | +65   | 79     |
| 3.                | Blau-Weiß Lohne (A)       | 36  | 18 | 9  | 9  | 072:450 | +27   | 63     |
| 4.                | SV Ramlingen/Ehlershausen | 36  | 19 | 5  | 12 | 084:540 | +30   | 62     |
| 5.                | SV Holthausen-Biene       | 36  | 15 | 9  | 12 | 065:620 | +3    | 54     |
| 6.                | TuS Bersenbrück (N)       | 36  | 15 | 8  | 13 | 052:660 | −14   | 53     |
| 7.                | TuS Lingen (A)            | 36  | 14 | 9  | 13 | 067:640 | +3    | 51     |
| 8.                | 1. FC Wunstorf            | 36  | 14 | 8  | 14 | 071:830 | −12   | 50     |
| 9.                | BSV Rehden (N)            | 36  | 13 | 10 | 13 | 065:640 | +1    | 49     |
| 10.               | SC Spelle-Venhaus         | 36  | 15 | 3  | 18 | 060:640 | −4    | 48     |
| 11.               | SpVg Aurich               | 36  | 14 | 5  | 17 | 063:750 | −12   | 47     |
| 12.               | VfL Osnabrück II          | 36  | 11 | 13 | 12 | 061:540 | +7    | 46     |
| 13.               | VfL Bückeburg             | 36  | 13 | 7  | 16 | 045:560 | −11   | 46     |
| 14.               | TSV Havelse (A)           | 36  | 10 | 11 | 15 | 041:530 | −12   | 41     |
| 15.               | VfL Germania Leer         | 36  | 10 | 10 | 16 | 059:670 | −8    | 40     |
| 16.               | SV Linden 07 (N)          | 36  | 9  | 12 | 15 | 044:630 | −19   | 39     |
| 17.               | Sportfreunde Ricklingen   | 36  | 9  | 10 | 17 | 050:590 | −9    | 37     |
| 18.               | Vorwärts Nordhorn         | 36  | 10 | 6  | 20 | 048:750 | −27   | 36     |
| 19.               | Delmenhorster SC          | 36  | 7  | 3  | 26 | 033:110 | −77   | 24     |
| Stand: Saisonende |                           |     |    |    |    |         |       |        |

| (A) | Absteiger aus der Oberliga Niedersachsen/Bremen 2000/01 |
| (N) | Aufsteiger aus der Landesliga Niedersachsen 2000/01     |

## Endspiel um die Meisterschaft
Im Endspiel um die Niedersachsen-Meisterschaft setzte sich die zweite Mannschaft von Eintracht Braunschweig gegen den VfV Hildesheim mit 4:1 durch.